# セカ湖
セカ湖（ポルトガル語: Lagoa Seca）は、ポルトガル領アゾレス諸島を構成する島のひとつ、フローレス島中央部やや西寄りの山中にある湖である。フローレス島内にある火山噴火が原因でできた穴に水が溜まってできた7つの湖のうちのひとつ。参考までにその7つの湖とは、コンプリダ湖、ネグラ湖、ハザ湖、ブランカ湖、フンダ湖、ロンバ湖、そしてセカ湖である。
2008年にフローレス島中央高原の淡水湖の1つとしてラムサール条約登録地となった。